# Adesmus temporalis
Adesmus temporalis är en skalbaggsart som först beskrevs av Aurivillius 1909.  Adesmus temporalis ingår i släktet Adesmus och familjen långhorningar. Inga underarter finns listade i Catalogue of Life.